# Kartenhülle

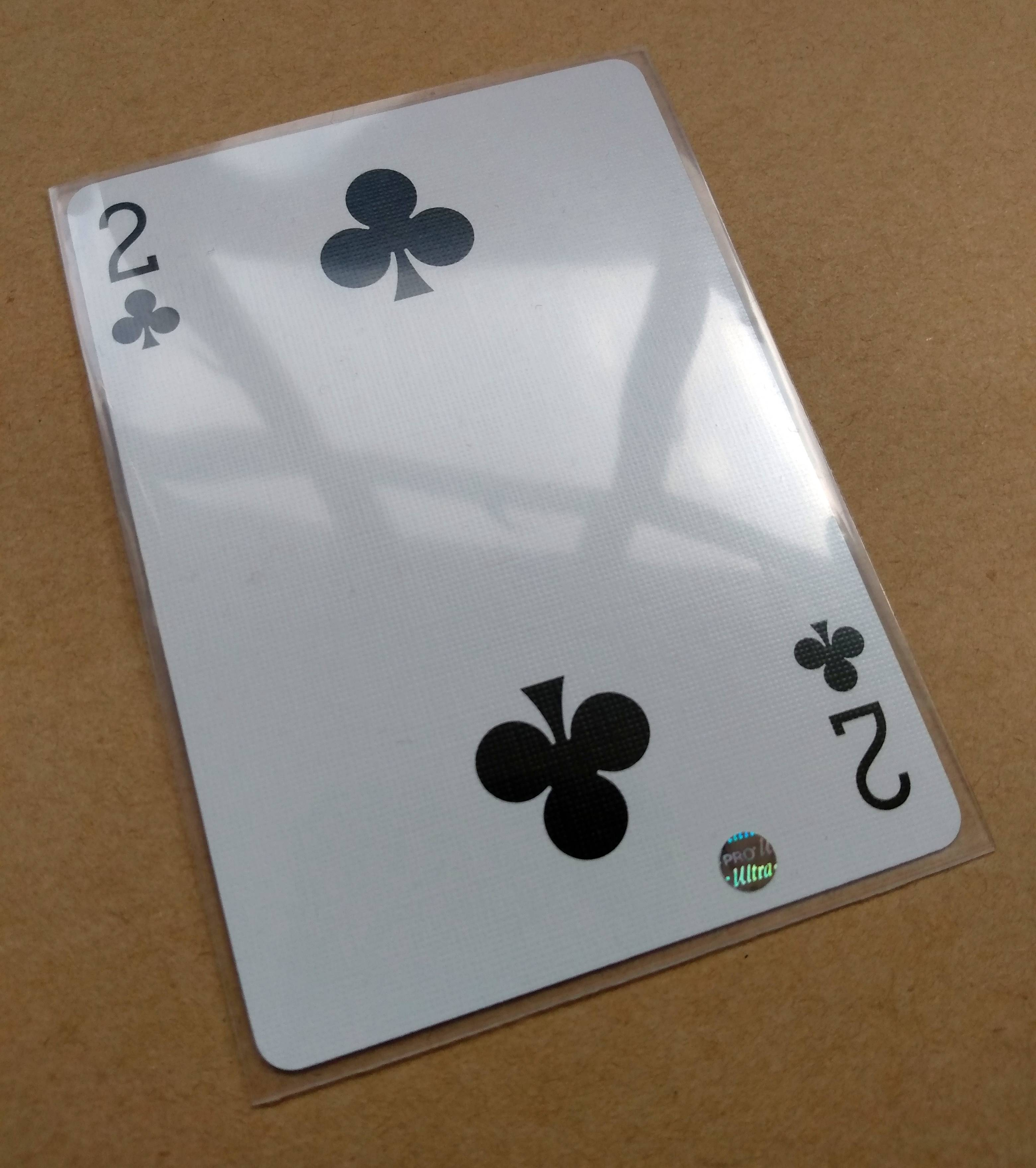
Eine Spielkarte in einer transparenten Kartenhülle aus Kunststoff von Ultra Pro

Kartenhüllen, auch mit dem englischen Begriff Sleeves bezeichnet, werden genutzt, um Spielkarten oder Sammelkarten vor Verschleiß oder Beschädigung zu schützen. In die Kartenhülle aus Kunststoff wird eine Karte eingeschoben. Die Rückseite der Kartenhülle kann transparent oder undurchsichtig sein. Kartenhüllen gibt es in verschiedenen Größen, abhängig von der Kartengröße, und Varianten je nach Zweck.

## Varianten
Nach der Einführung von Sammelkartenspielen wurde eine Vielzahl von Schutzvorrichtungen entwickelt.

### Soft sleeve
Der Anglizismus Soft sleeves (engl. weiche Kartenhüllen) steht für die einfachsten Kartenhüllen und auch einfache Spielkarten werden in diese Kartenhüllen gesteckt. Diese Karten bestehen aus dünner Kunststoff-Folie, sind an drei Seiten verschweißt und an einer Seite offen, sodass die Karte in die Hülle eingeschoben werden kann. Diese Kartenhüllen sind nicht stabil genug, um die Karten vor Knicken zu schützen. Teilweise werden diese Kartenhüllen auch doppelt mit gegenläufiger Ausrichtung verwendet, sodass kein Staub in die Kartenhülle eindringen kann.

### Top-Loader
Der Anglizismus Top-Loader (engl. Toplader oder Lader von oben) bezeichnet eine starre Plastikhülle. Der Top-Loader ist nicht geeignet, um damit zu spielen, und wird für den Transport und Versand von Karten genutzt. Der Top-Loader ist aus stabilem Kunststoff und schützt Karten auch vor mittlerer mechanischer Belastung. Auch diese Kartenhülle ist von drei Seiten verschweißt und die Karte kann nur von einer Seite in den Top-Loader eingeschoben werden.

### Grading Cases
Grading Cases (engl. Bewertungsgehäuse) ist ebenfalls ein Anglizismus und beschreibt Kartenhüllen, die von Grading-Unternehmen für Spiel- und Sammelkarten genutzt werden. In der Community werden diese Kartenhüllen auch slabs genannt. Diese Kartenhüllen sind aus stabilem Kunststoff, werden nach der Bewertung wasser- und staubdicht verschlossen und können nur durch eine Zerstörung der Hülle wieder geöffnet werden. Die Kartenhüllen enthalten ebenfalls ein Zertifikat mit dem Ergebnis der Bewertungsfirma.

## Größen
Es gibt verschiedene Arten von Größen, die häufig für Karten verwendet werden. Typische Größen werden von der größten bis zur kleinsten aufgelistet. Die Beschreibung auf der Hülle kann die Größe der betreffenden Karte angeben oder die tatsächliche Größe der Hülle sein. Die hier aufgeführten Abmessungen sind die von Karten.
- 120 mm × 70 mm: Tarotkarten-Größe, die etwas kleiner ist als zwei nebeneinander angeordnete Karten in Pokergröße. Aufgrund seiner Eigenschaften wird sie nicht in Tarotkarten, sondern für große Karten in europäischen Brettspielen verwendet.
- Etwa 3,5 × 2,5 Zoll (88,9 mm × 63,5 mm): Die sogenannte Pokergröße von Spielkarten und beliebte Größen für Baseballkarten. Einige Top-Loader dafür haben Außengrößen von 4 Zoll × 3 Zoll.
- Etwa 92 mm × 59 mm: Euro-Größe genannt, etwas länglicher als die oben genannten 3,5 Zoll × 2,5 Zoll. Sie wird hauptsächlich in europäischen Brettspielen wie Citadels und Dominion verwendet.
- Etwa 91 mm × 55 mm: In Japan übliche Visitenkartengröße, auch „Visitenkarte Nr. 4“, „Tokio Nr. 4“, „Osaka Nr. 9“ usw. genannt. Die kurze Seite ist dünner als die Euro-Größe und die längere Seite ist länger als die Yu-Gi-Oh!-Größe. Spielkarten haben eine Öffnung auf der kurzen Seite, aber die meisten Hüllen, die als „für Visitenkarten“ verkauft werden, haben eine Öffnung auf der langen Seite.
- 85,0 mm × 57,5 mm: Cyber-Standardgröße, manchmal auch Yu-Gi-Oh-Größe oder Mini-Größe genannt. Etwas breiter als die unten beschriebene Kreditkartengröße. Das offizielle Yu-Gi-Oh!-Kartenspiel und die Carddas-Karten (86 mm × 59 mm) sind ungefähr so groß.
- 85,60 mm × 53,98 mm: Größe wie Kreditkarten nach ISO/IEC 7810 ID-1, wird aber in Sammelkartenspielen selten genutzt.
- Etwa 67 mm × 43 mm: Eine kleine Größe, die als Mini-Euro-Größe bezeichnet wird. Es wird hauptsächlich in europäischen Brettspielen verwendet, wie z. B. für die Entwicklungskarte des Spiels Die Siedler von Catan. Obwohl sie länglicher ist als die später beschriebene TCG-Halbgröße, ist sie leicht zu verwechseln, und wenn eine Mini-Eurokarte in die TCG-Halbhülle gelegt wird, neigt die Karte dazu, hervorzustehen.
- Etwa 63 mm × 44 mm: Kleine Pokergröße, die in zwei Hälften geschnitten ist, etwas breiter und kürzer als der Mini-Euro, genannt TCG-Halbgröße.

## Geschichte

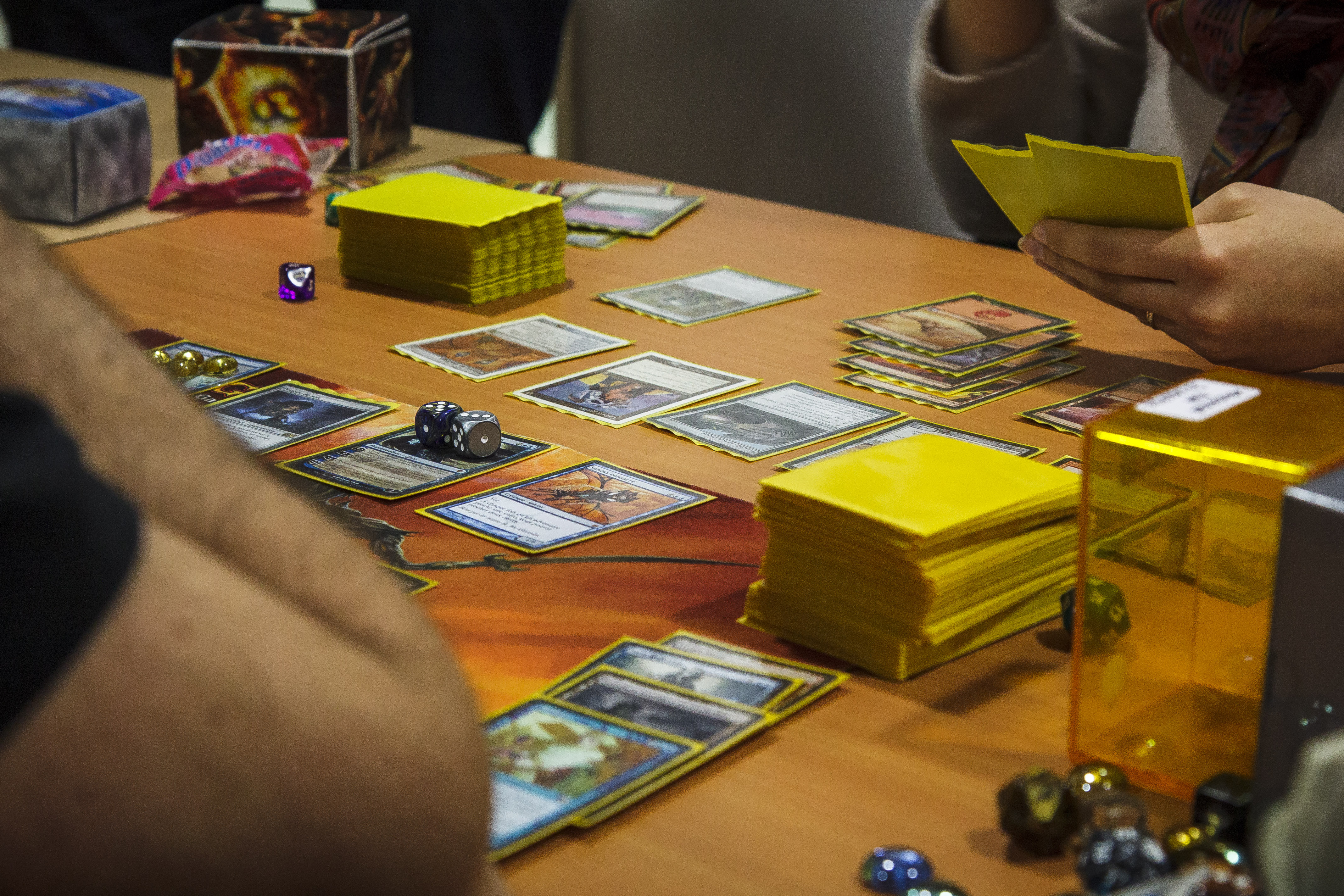
Magic-Spieler mit Sammelkarten, die durch soft sleeves mit gelber Rückseite geschützt sind.

Als Sammelkartenspiele nach dem Aufkommen von Magic: The Gathering populär wurden, war aus zwei Gründen eine neue Technologie erforderlich. Erstens waren die vorhandenen Hüllen nicht für das Mischen ausgelegt: Starre Toploader lassen sich praktisch nicht mischen, und herkömmliche Kartenhüllen brechen beim Mischen leicht.
1995 brachte das Unternehmen Ultra Pro die ersten Kartenhüllen auf den Markt, die speziell für Sammelkartenspiele entwickelt wurden und Deck Protectors genannt wurden. Die Kartenschutzhüllen waren eine robustere und einheitlichere Version der traditionellen Kartenhüllen, die aus Polypropylen hergestellt wurden und speziell für den passgenauen Sitz traditioneller Karten konzipiert waren. Die ersten Kartenschutzhüllen waren durchsichtig, aber schon bald wurden Kartenschutzhüllen mit undurchsichtigen schwarzen Rückseiten angeboten, die die eigentliche Kartenrückseite verdeckten, so dass abgenutzte Karten verwendet werden konnten, ohne das Deck zu „beschmutzen“. Andere Farben folgten bald, und heute gibt es eine große Auswahl an Kartenschutzhüllen in vielen Farben und sogar mit Bildern auf der Rückseite. Diese frühen Hüllen hatten das Problem der Qualitätskontrolle, da nicht alle Hüllen in einem Paket gleichmäßig geschnitten waren. Obwohl andere Unternehmen wie KMC und Player’s Choice dieses Problem in den Griff bekommen haben, ist es immer noch ein häufiges Problem bei vielen Herstellern von Kartenhüllen.
Heute gibt es Kartenhüllen, die speziell für andere Sammelkartenspiele wie Yu-Gi-Oh! entwickelt wurden. Die zunehmende Beliebtheit von Kartenspielen hat dazu geführt, dass Wettbewerber in den Markt für Schutzhüllen eingetreten sind, darunter Unternehmen wie Ultimate Guard, Dragon Shield und Armor Shield.
Mit der zunehmenden Beliebtheit von Brettspielen mit Spielkartenkomponenten wie Die Siedler von Catan, Zug um Zug und Dominion hat Mayday Games im Jahr 2008 Kartenhüllen speziell für Brettspiele auf den Markt gebracht. Diese Kartenhüllen werden mittlerweile in sechs Größen und zwei Stärken für über 500 Brettspiele angeboten. 2009 trat auch Fantasy Flight Games mit einer eigenen Reihe von Premium-Hüllen in den Markt für Kartenhüllen für Brettspiele ein.

## Einsatz in Turnieren
Kartenhüllen wurden auch wegen Turnieren immer wichtiger. Karten, die abgenutzt waren, galten als markiert und konnten nicht in Turnierdecks verwendet werden. Die Kartenhüllen waren auch ein potenzielles Markierungsmittel: Ein Nachteil der traditionellen Kartenhüllen war, dass sie in der Regel etwas uneinheitlich waren und daher eine potenzielle Möglichkeit darstellten, Karten in einem Deck selbst zu markieren.
Moderne Turnierregeln für die meisten Sammelkartenspiele erlauben die Verwendung von Kartenhüllen oder schreiben diese sogar vor und betrachten die Kartenhüllen (wenn sie undurchsichtig sind) als die eigentliche „Rückseite“ der Karte für die Zwecke der Kennzeichnung. Dies ist auch vorgeschrieben, um Spielern, Richtern und Turnierveranstaltern zu helfen, zwischen den Decks und Karten der Spieler zu unterscheiden.